# Hargita (hegység)
A Hargita (románul: Munții Harghita) vulkáni hegyvonulat a Keleti-Kárpátokban. Határai északon a Libán-tető, keleten a Csíki-medence, délkeleten a Torjai-hágó, délen a Hatod-hágó, nyugaton a Görgény-Hargita-fennsík.

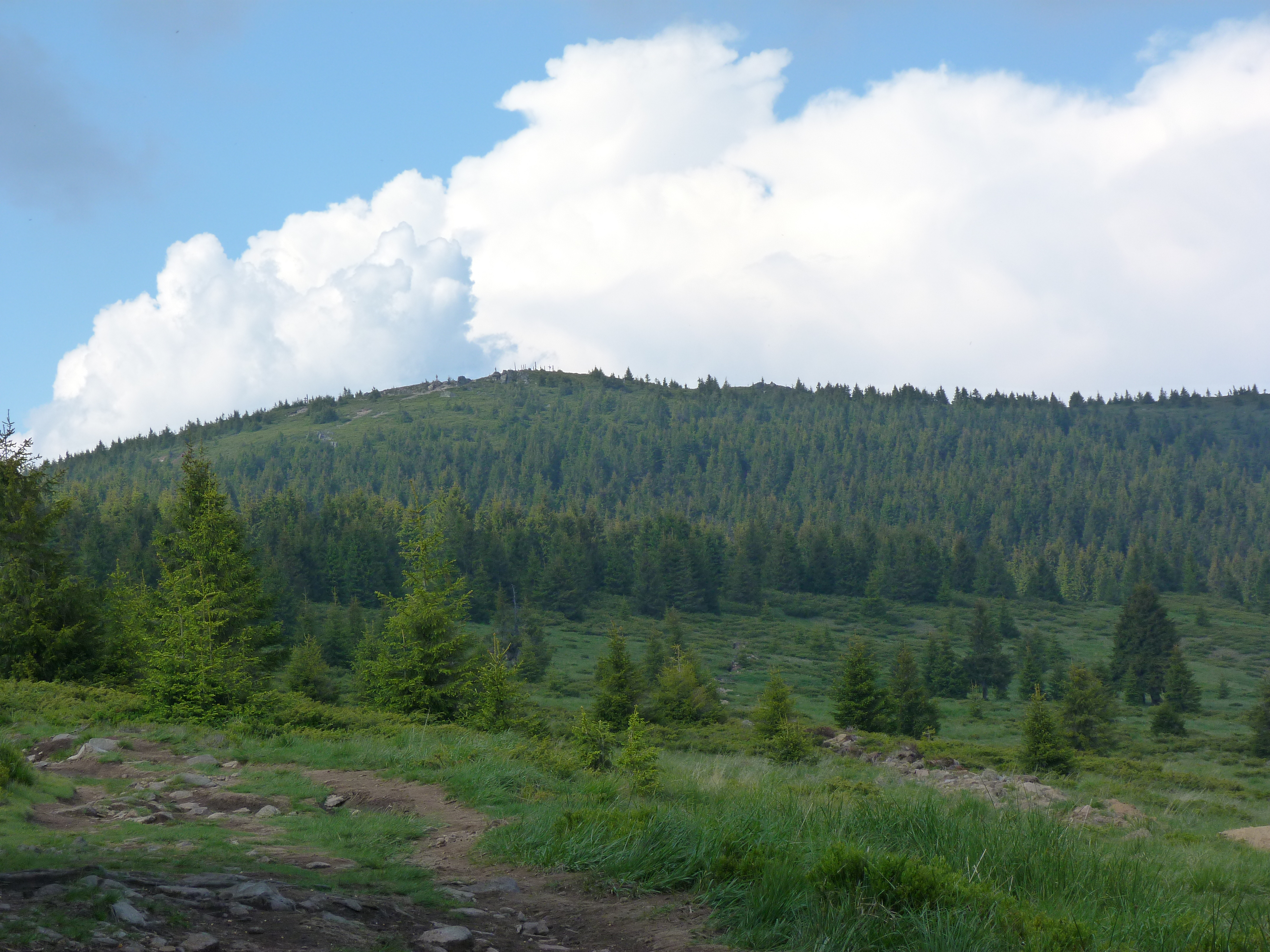
A Hargita csúcsa

## Nevének eredete
Johannes Tröster és Georg Kreckwitz úgy vélték, hogy a hegységet a harudokról nevezték el. Benkő József szerint azonban a névfejtés során a két szász történész összetévesztette a hegyet a Nemere-hegységgel, és a Hargita név a dáko-szláv Hori geta, azaz Géták hegye elnevezésből ered. Orbán Balázs indokolatlannak tartotta ezt az etimológiát, szerinte „néveredete bizonynyal ős Székely, melyet a hagyomány, a népek ezen hű okmánytára sem tudta megvédni; a csiki krónikában Héthavas néven szerepel.” A  legendák s néphagyomány szerint az Attila halála után ide menekült hunok vezérének a neve, ezért a székelyek szent hegyeként is említik.
A tudomány jelen álláspontja szerint a Hargita név szláv eredetű, mivel felfedezhető benne a hora (hegy) ószláv szó.

## Leírás
A Hargita a Keleti-Kárpátok vulkáni vonulatának (Kelemen-Görgény-Hargita) része. Északon, a Libán-tetőnél kapcsolódik a Görgényi-havasokhoz, délen, a Hatod-hágónál a Baróti-hegységhez, a Torjai-hágónál pedig a Bodoki-hegységhez.
A hegység hossza a gerincvonalon 70 km, szélessége 20–25 km. Három részre tagolódik: Északi-Hargita, Központi-Hargita és Déli-Hargita.

### Észak-Hargita
Az Észak-Hargita a Libán-tetőtől a Fertő-nyeregig tart, legmagasabb pontja a Fertő-tető (1589 m).
Az Észak-Hargita fontosabb hegyei északról délre: Gréces-tető (1128 m), Csík magasa (1152 m), Ölyves-tető (1373 m), Ostoros (1386 m), Vigyázó-kő (1374 m), Fertő-tető (1589 m).

### Központi-Hargita

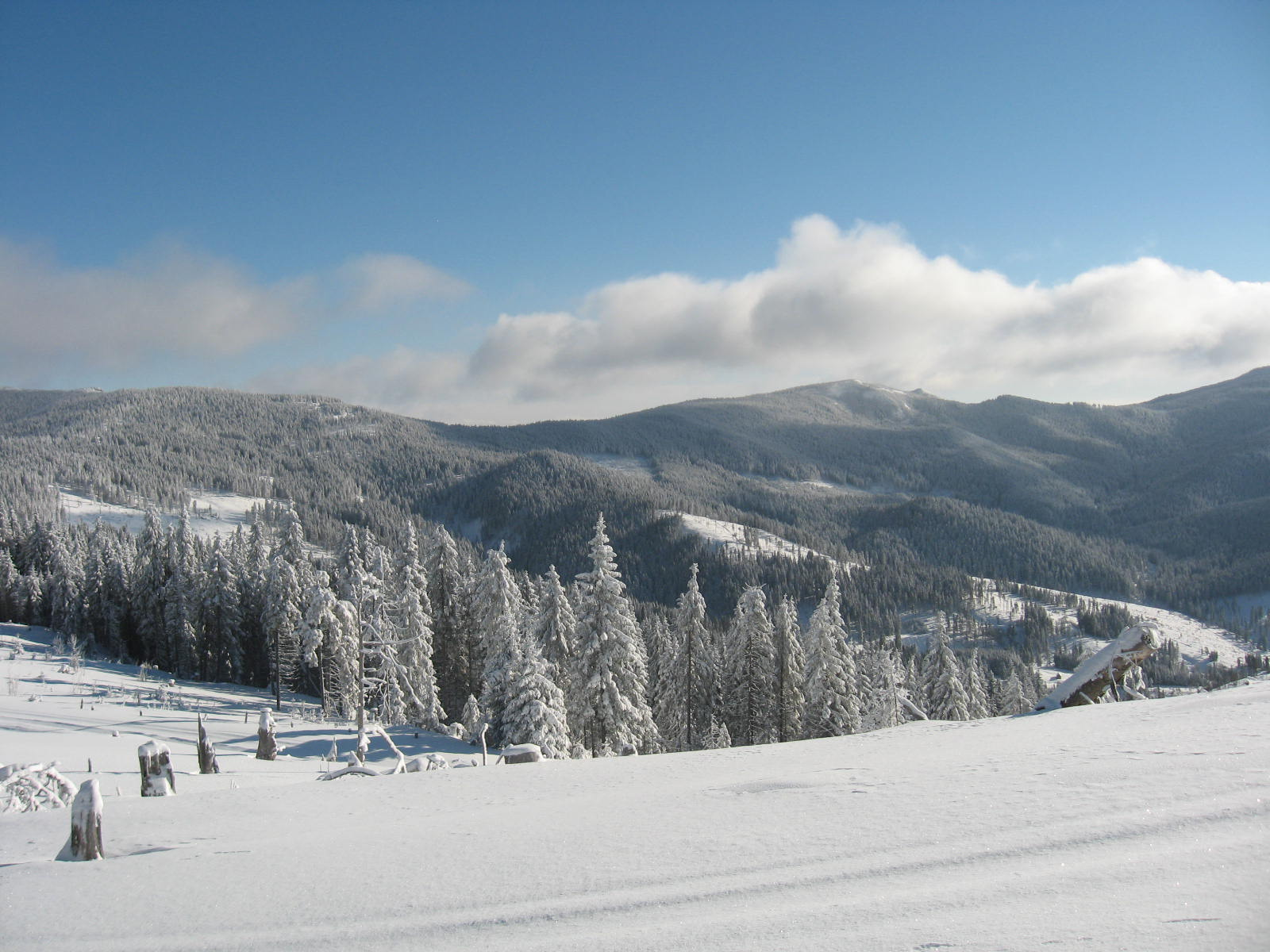
A Központi-Hargita krátermaradványa

A Fertő-nyereg és a Tolvajos-hágó (985 m) között elterülő Központi-Hargitában találhatók a hegység legmagasabb csúcsai. Az 1,7 kilométert is meghaladó hegyek egy hatalmas sztratovulkáni kráter maradványai. Ez a legnagyobb vulkáni hegycsoport a környéken. A félkör alakú kráterperem hegyei: Mihály-havas (1685 m), Madarasi-Hargita (1801 m), Rákosi-Hargita (1758 m), Madéfalvi-Hargita (1710 m) és Csicsói-Hargita (1755 m). A Madarasi-Hargitán van a hegység legnagyobb menedékháza amely még 1941-ben épült a magyar kormány támogatásával. A Csicsói-Hargita déli oldalában, 1300–1400 m magasságban található Hargitafürdő, Hargita megye legmagasabban fekvő emberi települése. A hargitafürdői mofetták, gőzlők és a peremvidéken gyakori vasas, magnéziumos, erősen szénsavas ásványvíz-források az erőteljes vulkáni utóműködésről tanuskodnak .
A Központi-Hargita fontosabb hegyei északról délre: Nagy-Madaras (1503 m), Madarasi-Hargita (1801 m), Rákosi-Hargita (1756 m), Mihály havasa (1685 m), Hegyes-kő (1571 m), Madéfalvi-Hargita (1709 m), Csicsói-Hargita (1755 m), Széles vésze (1483 m), Bor hegyese (1379 m).

### Déli-Hargita

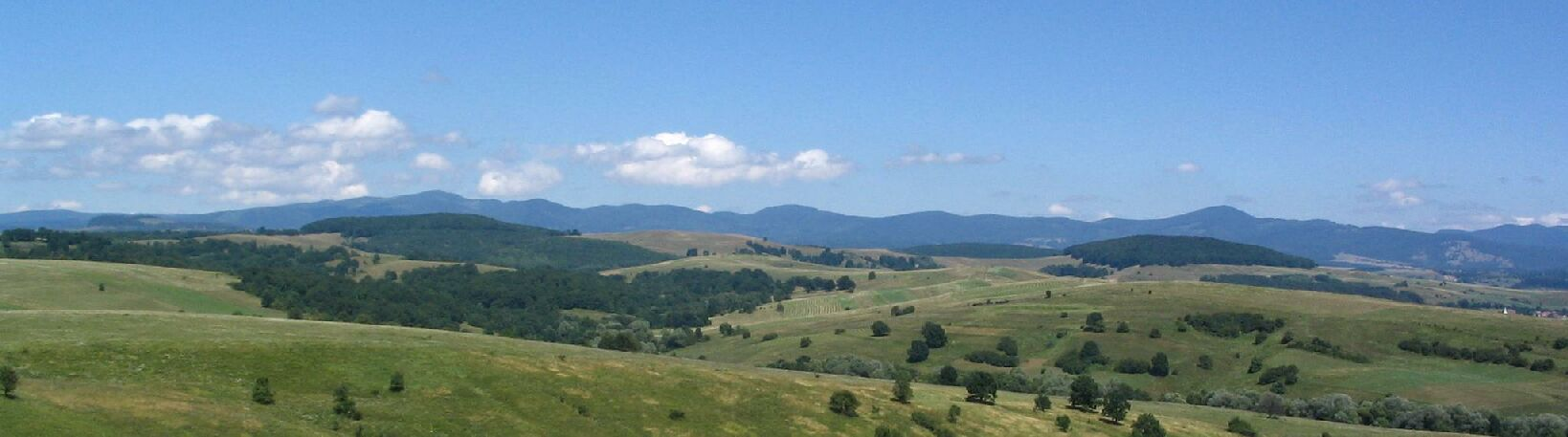
A Déli-Hargita vonulata a Baróti-medencéből

A Déli-Hargita (régebbi nevén Hermányi-hegység) Hargita megye és Kovászna megye határán helyezkedik el, a Tolvajos-hágó és a Hatod-hágó között. A Tolvajos-hágótól délre helyezkedik el Erdély legnagyobb fellápja, a Lúcs-tőzegláp, amelynek felülete 3 x 4 km, és amelyet a Kormos-patak csapol le. A Déli-Hargita egyetlen hegyi üdülőtelepe az 1250 m-en fekvő Csíkszentimrei Büdösfürdő borvíz-forrásokkal és mofettákkal. Itt találhatók a Hargita legerősebb (99% szén-dioxidot tartalmazó) gázömlései. Az ide vezető rossz út miatt kevés turista, főleg helyiek látogatják.
A Büdösfürdőtől délre van a Déli-Hargita legmagasabb hegyeit, köztük a Kakukk-hegyet (1558 m) magába foglaló vulkáni maradvány. A Fekete-hegy (1368 m) déli lábánál, a Fenyős-patak völgyében található a nemrég újjáépített bodvaji vashámor. A Nagy-Piliskénél (1374 m) a Déli-Hargita két felé ágazik. A Hatod-hágó felé találjuk a Nagy-Murgót, amely a Keleti-Kárpátok vulkáni vonulatának legdélebbi tagja. A Déli-Hargitához sorolható az Olton átnyúló Csomád-hegység, amelynek az épen maradt kettős kráterében található a Szent Anna-tó és a Mohos-tőzegláp.

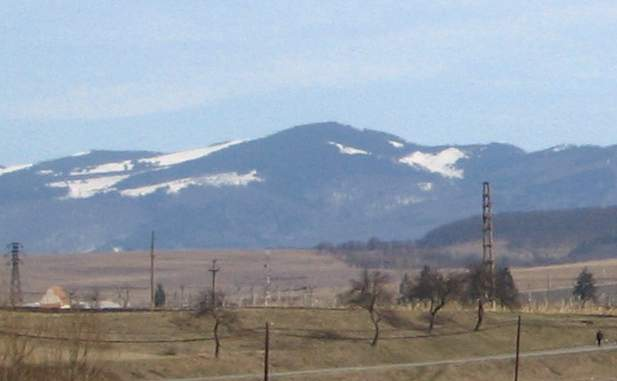
A Déli-Hargita legmagasabb hegye a Kakukk-hegy (1558 m)

A Déli-Hargita fontosabb hegyei északról délre: Talabor-hegy (1292 m), Nagy-Kő-bükk (1231 m), Gesztenye-szikla (1312 m), Kemence-tető (1193 m), Angyalka-tető (1458 m), Kakukk-hegy (1558 m), Aladár-tető (1370 m), Kapus (1423 m), Mitács (1280 m), Nagy-Piliske (1373 m), Nagy-Murgó (1016 m), Nagy-Csomád (1301 m).

## Éghajlat
A felszálló légtömegek miatt aránylag kevés az évi napsütéses órák száma (1600 – 1900 óra). Derült időre nagyobb valószínűséggel számíthatunk január 20. – február 10. között és július 25. – november 10. között. A legmagasabb hegycsúcsokon az évi átlaghőmérséklet 2 °C. A leghidegebb hónap a január (−10 °C), a legmelegebb a június (8 °C) 1500 méternél magasabban. A fagyos napok szeptember végétől június elejéig tartanak, de néha nyáron is előfordulhatnak. A csapadékmennyiség a csúcsokon 1200 mm/év.

## Növényzet
Az erdők 1700-1740 méter magasságig terjednek. Ez alatt a fenyvesek az éghajlatnak megfelelően a hegység keleti oldalán 650 méterig ereszkednek le, a melegebb nyugati oldalon 1200 méterig. Bükkösök főleg a nyugati oldal alacsonyabb szintjein 
fordulnak elő.

## A Hargita-hegység geológiai földrajzi kapcsolatai

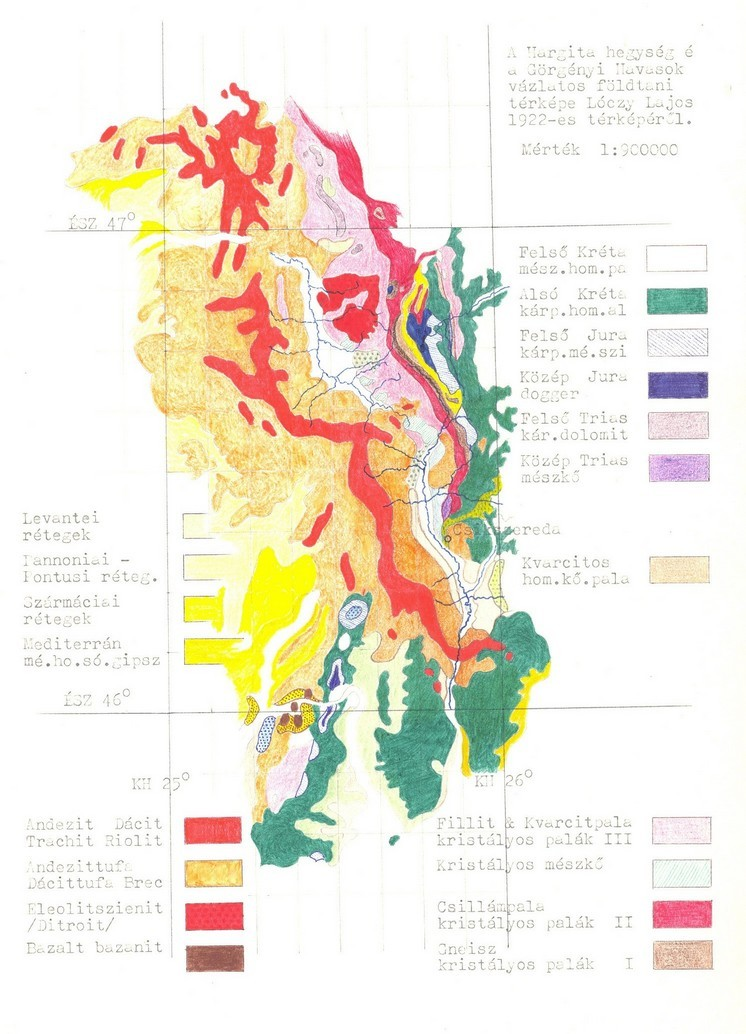
A Hargita-hegység geológiai térképvázlata id. Lóczy Lajos térképei nyomán

A Kárpátok vonulatával párhuzamosan futó belső hegységkoszorú része. Vulkáni eredetű, főleg andezitből áll. Legmagasabb csúcsa a Hargita (1800 m). Északon a Gyergyói és a Kelemen-havasok, valamint a Görgényi-havasok, keleten a Csíki-medence határolják. Délen a Barcaság, a Keresztény-havas, nyugaton a Baróti-hegység képezik a peremét. Erdély két fontos folyója, a Maros és az Olt is a Hargita keleti oldalán ered.

## Turizmus

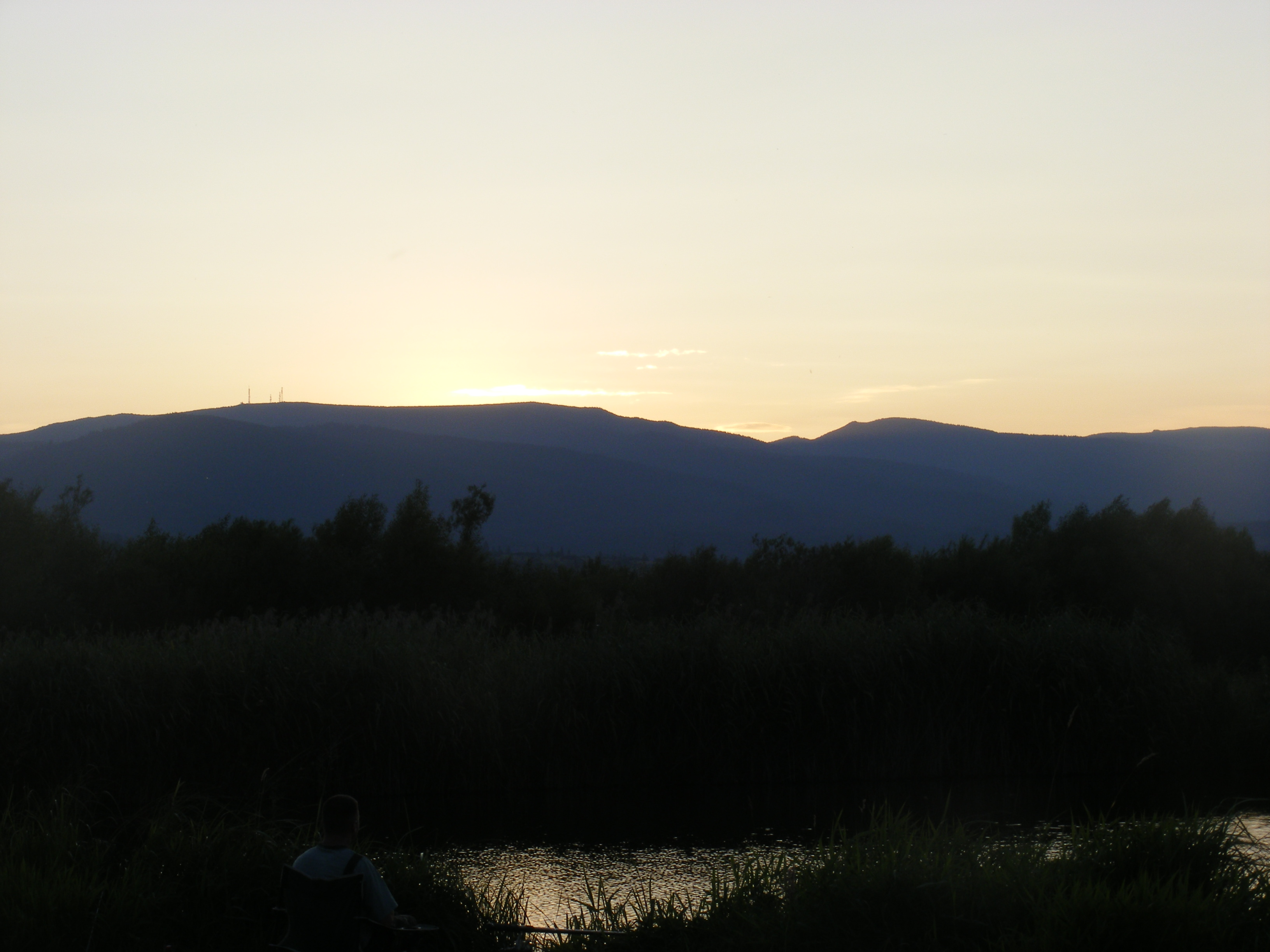
Az Olt és a Hargita, naplemente után

### Jelzett útvonalak

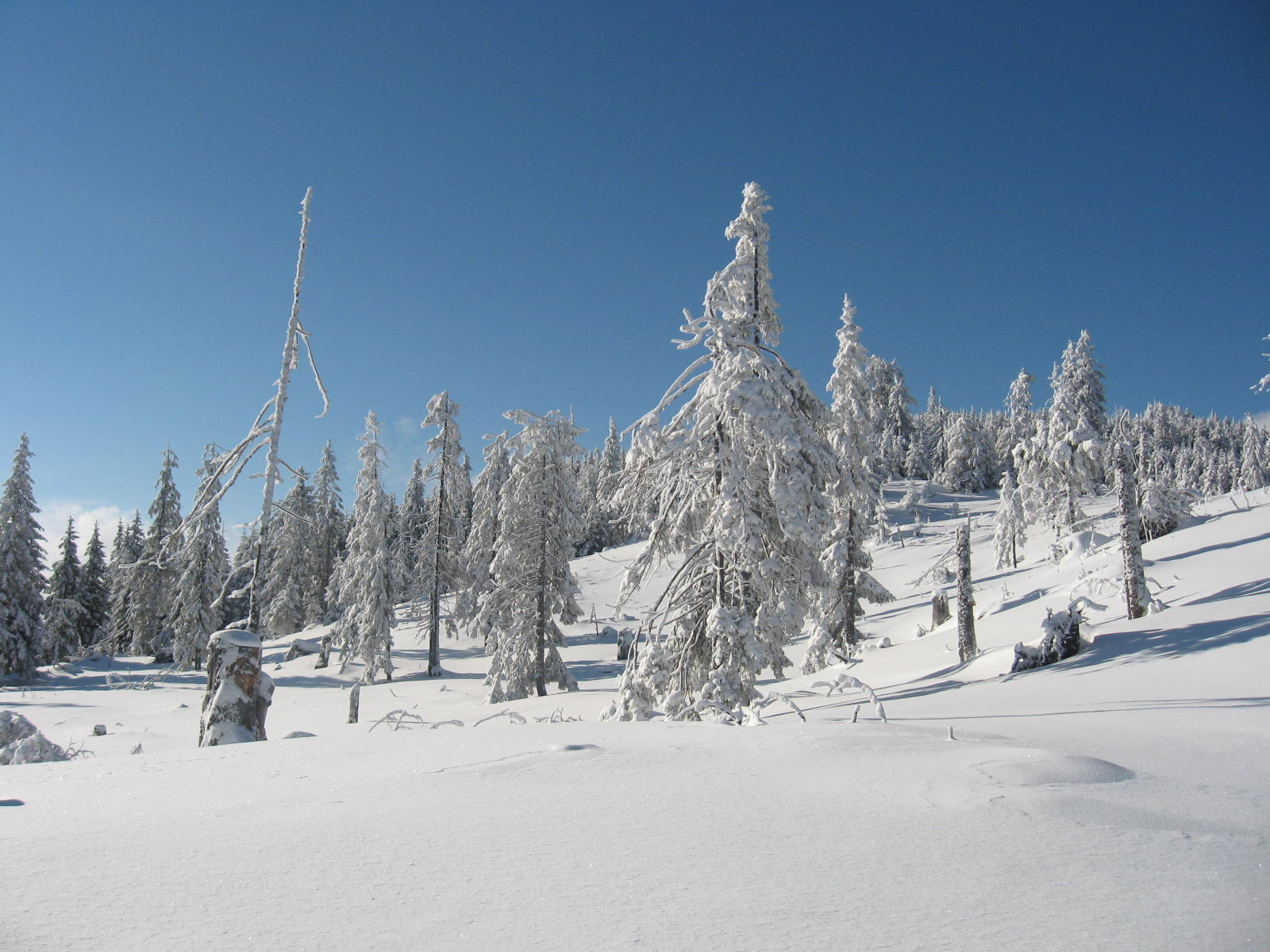
A Hargita télen

- : Vasláb – Veres-bükk – Libán-hágó.
- : Maros völgy – Bükk-patak völgy – Csíkjenőfalva.
- : Marosfő – Ostoros – Veres-bükk – Lok-patak völgy – Madicsafürdő – Csíkkarcfalva.
- (főgerinc): Csomafalvi-Dél-hegy (Görgényi-havasok) – Libán-hágó – Ölyves-tető – Veres-bükk – Fertő-tető – Fertő-nyereg – Bánya-tető – Madarasi-Hargita menedékház – Madéfalvi-Hargita – Hargitafürdő – Fenyő turistaház – Lúcs-tőzegláp – Csíkszentimrefürdő – Kakukk-hegy – Mitács – Nagy-Piliske – Uzonkafürdő.
- : Sikaszó – Gyergyólibántelep – Hosszú-kő – kék sávú főgerincvonal.
- : Fertő-nyereg – Nagy-Madaras-patak völgy – Csíkmadaras.
- : Zetelaka – Zeteváralja – Ivó – Fertő-nyereg.
- : Ivó – Nagy-Magas-bükk – Cekend-tető.
- : Ivó – Madarasi-Hargita menedékház – Hegyes-kő – Potyon-bükk – Kápolnásfalu.
- : Madarasi-Hargita – Kis-Madaras-patak völgy – Csíkmadaras.
- : Madarasi-Hargita – Fehér-aszó – Csíkrákos.
- : Madéfalvi-Hargita – Hegyes-fenyő – Madéfalva.
- : Madarasi-Hargita – Csicsói-Hargita – 13A főút.
- : Zetelaka – Somos-tető – Kis-Fenyédi-patak völgy – Nagy-Fenyédi-patak völgy – Máréfalva.
- : Homoródfürdő – Homoródkeményfalva – Abásfalva – Homoródszentmárton.

- : Hargitafürdő – Bor-hegyese – Kápolna-patak völgy – 13A főút – Csíkszereda.
- : Szentegyházasfalu – Lövéte – Homoródalmás.
- : Kápolnásfalu – Szentegyházasfalu – Szelterszfürdő – Kirulyfürdő – Vargyas-patak völgye – Vargyas-szoros.
- : kék sávú főgerincvonal a Tolvajos-hágó közelében – Aranyos-patak völgye.
- : Csíkszereda – Tekerő-sziklája – Nagy-Kő-bükk – Csíkszereda.
- : Csíkszentkirály – Lúcs-tőzegláp – Halas völgy – Kormos-patak völgye – Erdőfüle – Bardoc.
- : Zsögödfürdő – Csíkszentimrefürdő.
- : Csíkszentimrefürdő – Kovács-patak völgy.
- : Csíkszentimre – Bánya-patak völgy.
- : Csíkszentimre – Angyalka-tető
- : Csíkszentsimon – Kakukk-hegy.
- : Csíkszentsimon – Aszó-patak völgy – Kakukk-hegy – Barót-patak völgy – Magyarhermány.
- : Újtusnád – Mitács – Nagybacon.
- : Mitács – Fenyős-patak völgy – Kisbacon.
- : Mitács – Nagy-Piliske – Tusnádfürdő.
- : Újtusnád – Nagy-Piliske.
- : Tusnádfürdő – Sólyomkő.
- : Tusnádfürdő – Mohos-tőzegláp.

## Szépirodalom
- Tamási Áron: Ábel a rengetegben (Ciceró Kiadó, 1932)